# 乐茷
乐茷（？—？），子姓，乐氏，字子潞，是春秋时期宋国的卿（司城）。又称司城子潞。乐溷的儿子，乐祁的孙子。
前469年五月，鲁国叔孙舒会合越国皋如、后庸、宋国乐茷带兵护送卫出公回国，卫国没有接纳。宋景公无子，以公孙周的儿子得与启在宫中抚养为嗣。皇缓做右师，皇非我做大司马，皇怀做司徒，灵不缓做左师，乐茷做司城，乐朱鉏做大司寇，三族六个卿共同听取政事，通过大尹上达国君。大尹经常不向宋景公报告，而按照自己的意图假称君命发号施令，国人都厌恶他。司城乐茷想要除掉大尹，灵不缓说：“随他去，让他恶贯满盈吧。权势重却没有基础，能不失败吗？”
十月初四，宋景公在空泽游玩途中死去，大尹用甲士劫持六卿，拥立启为国君。乐茷派人在国内宣布说：“大尹蛊惑他的国君，专权好利，现在国君没有生病就死了。死了以后又藏匿遗体，没有别的好说，就是大尹的罪过。”皇非我与乐茷、门尹得、灵不缓谋划：“百姓亲附我们，把他赶走吧！”将大尹赶走，大尹侍奉宋公启逃亡楚国，于是立得为国君，司城做了上卿，乐氏、皇氏、灵氏盟誓三族共掌国政，绝不互相残害。